# Самерсет (Њу Џерзи)
Самерсет (енгл. Somerset) насељено је место без административног статуса у америчкој савезној држави Њу Џерзи.

## Демографија
По попису из 2010. године број становника је 22.083, што је 957 (-4,2%) становника мање него 2000. године.
| Група             | 2000.         | 2010.         |
| Белци             | 9.067 (39,4%) | 9.314 (42,2%) |
| Афроамериканци    | 8.881 (38,5%) | 6.378 (28,9%) |
| Азијати           | 1.896 (8,2%)  | 3.885 (17,6%) |
| Хиспаноамериканци | 2.764 (12,0%) | 2.092 (9,5%)  |
| Укупно            | 23.040        | 22.083        |